# I Was Happy Here
I Was Happy Here è un film del 1966 diretto da Desmond Davis.

## Riconoscimenti
- 1966 – Festival Internazionale del Cinema di San Sebastián
  - Concha de Oro